# 文化的自殺行為
文化的自殺行為（ぶんかてきじさつこうい）は、自らの行動により自らの文化を破壊してしまう行いのことで、文化的自殺と略されることもあり、英語ではCultural suicide。Cultural masochistic（文化的自虐行為）と表現されることもある。

## 概要
語源はトマス・ペインの『Cultural Suicide: The Colonisation of Britain』で、イギリスが民主主義という文化に傾倒した結果、アメリカ合衆国の独立（植民地の喪失）という結果を招いたことに起因する。
近年の使用事例としては、韓国での日本文化開放の際に、保守層から「문화자살행위（文化的自殺行為）」であると批判が相次いだ。
2015年、シリア内戦によるヨーロッパへ流入する難民の道義的受け入れに伴う社会的費用の増加や治安の悪化などの危惧のみならず、異文化・異教徒との文化摩擦・アカルチュレーションを懸念することからメディアにおいて急速に用いられ始めている。2016年アメリカ合衆国大統領選挙における共和党のドナルド・トランプ候補は「移民の受け入れは統計的に文化的自殺を招いてきた」と発言している。

### 文化的自殺を召喚する要因
- 人道主義・博愛主義
- 多文化主義
- 文化相対主義
- 文化多様性
- 文化的自由
- 価値多元主義

### 文化的自殺の反動
国家による文化的自殺行為が進展すると文化的健全性が失われたと感じ、自文化の存続可能性を追求し、単一文化主義のようなエスノセントリズムが芽生え、排外主義などの社会浄化から文化戦争へと発展し、結果的には文化崩壊をも招きかねない社会的ジレンマがある。